# Lithobius plesius
Lithobius plesius är en mångfotingart som först beskrevs av Chamberlin 1952.  Lithobius plesius ingår i släktet Lithobius och familjen stenkrypare.

## Underarter
Arten delas in i följande underarter:
- L. p. antalyanus
- L. p. audisioi
- L. p. plesius